# Mount Chiang
Mount Chiang ist ein 2900 m hoher und markanter Berg im ostantarktischen Viktorialand. Er ragt als gegabelter Fortsatz aus dem nördlichen Abschnitt des Chaplains Tableland in der Royal Society Range auf.
Das Advisory Committee on Antarctic Names benannte ihn 1992 nach Erick Chiang, ab 1991 Manager des Polarprogramms der National Science Foundation.